# Maria Timm
Maria Timm er en gruppe centreret omkring sangerinde og sangskriver Maria Timm, der tidligere har slået sine folder i bl.a. Marybell Katastrophy og The Broken Beats og har samarbejdet med navne som Mofus og Kim & The Cinders.
Indtil september 2008 hed gruppen Maria & Metammit men hedder i dag altså blot Maria Timm.
Maria Timm var i 2008 nomineret til årets P3 Talent, som dog endte med at gå til When Saints Go Machine.
Førstesinglen "Dirty Place" var ugens uundgåelige på DRs P3 i oktober 2008. Debutalbummet The Plan udkom den 30. marts 2009. Det modtog fire du af seks stjerner i musikmagasinet GAFFA.
Det andet album udkom i 2013 under titlen I Come Undone. Det modtog ligeledes fire ud af seks stjerner i GAFFA. Soundvenue gav tre ud af seks stjerner.

## Diskografi
- 2009 The Plan
- 2013 I Come Undone